# سال‌شمار برتراند راسل
برتراند راسل سالِ ۱۸۷۲ میلادی متولّد شد و سالِ ۱۹۷۰ میلادی درگذشت.

## کار و سرگذشت
- (۱۸۷۲) در ۱۸ می در راونزکراف (Ravenscroft) ولز متولد شد.
- (۱۸۷۴) مرگ مادر و خواهر
- (۱۸۷۶) مرگ پدر
- (۱۸۷۸) مرگ پدربزرگ - نخست‌وزیر سابق بریتانیا
- (۱۸۹۰) به کالج ترینیتی در کمبریج وارد شد.
- (۱۸۹۳) دریافت مدرک لیسانس ریاضی
- (۱۸۹۴) امتحان پایانی علوم انسانی/فلسفه (The Moral Sciences Tripos)
- (۱۸۹۴) با Alys Pearsall Smith ازدواج کرد.
- (۱۹۰۰) جوزپه پئانو را در کنگره بین‌المللی پاریس ملاقات کرد
- (۱۹۰۱) پارادکس راسل را کشف کرد.
- (۱۹۰۲) با گوتلوب فرگه نامه‌نگاری کرد.
- (۱۹۰۸) به عضویت انجمن سلطنتی انتخاب شد.
- (۱۹۱۶) به دلیل مبارزه ضدجنگ‌اش از کالج ترینیتی اخراج شده و ۱۱۰ پوند هم جریمه شد.
- (۱۹۱۸) به دلیل مبارزه ضدجنگ‌اش پنج ماه زندانی شد.
- (۱۹۲۱) از Alys طلاق گرفت و با دورا بلک (Dora Black) ازدواج کرد.
- (۱۹۲۷)
- (۱۹۳۱) با مرگ برادرش لقب سومین ارل راسل را کسب کرد.
- (۱۹۳۵) از دورا طلاق گرفت.
- (۱۹۳۶) با پاتریشیا (پیتر) هلن اسپنس (Patricia (Peter) Helen Spence) ازدواج کرد.
- (۱۹۴۳) از بنیاد بارنز (Barnes Foundation) در پنسیلوانیا اخراج شد.
- (۱۹۴۹) نشان مریت (the Order of Merit) را دریافت کرد.
- (۱۹۵۰) جایزه نوبل ادبیات را دریافت کرد.
- (۱۹۵۲) از پیتر طلاق گرفت و با ادیث فینچ (Edith Finch) ازدواج کرد.
- (۱۹۵۵) بیانیه راسل-اینشتین را منتشر کردند.
- (۱۹۵۷) اولین کنفرانس پاگواش (Pugwash Conference) را برگزار کرد.
- (۱۹۵۸) رئیس مؤسسهٔ مبارزه برای خلع سلاح هسته‌ای
- (۱۹۶۱) به دلیل مبارزه‌های ضدهسته‌ای به مدت یک هفته زندانی شد.
- (۱۹۷۰) در دوم فوریه در Penrhyndeudraeth در ولز درگذشت.